# Свічка

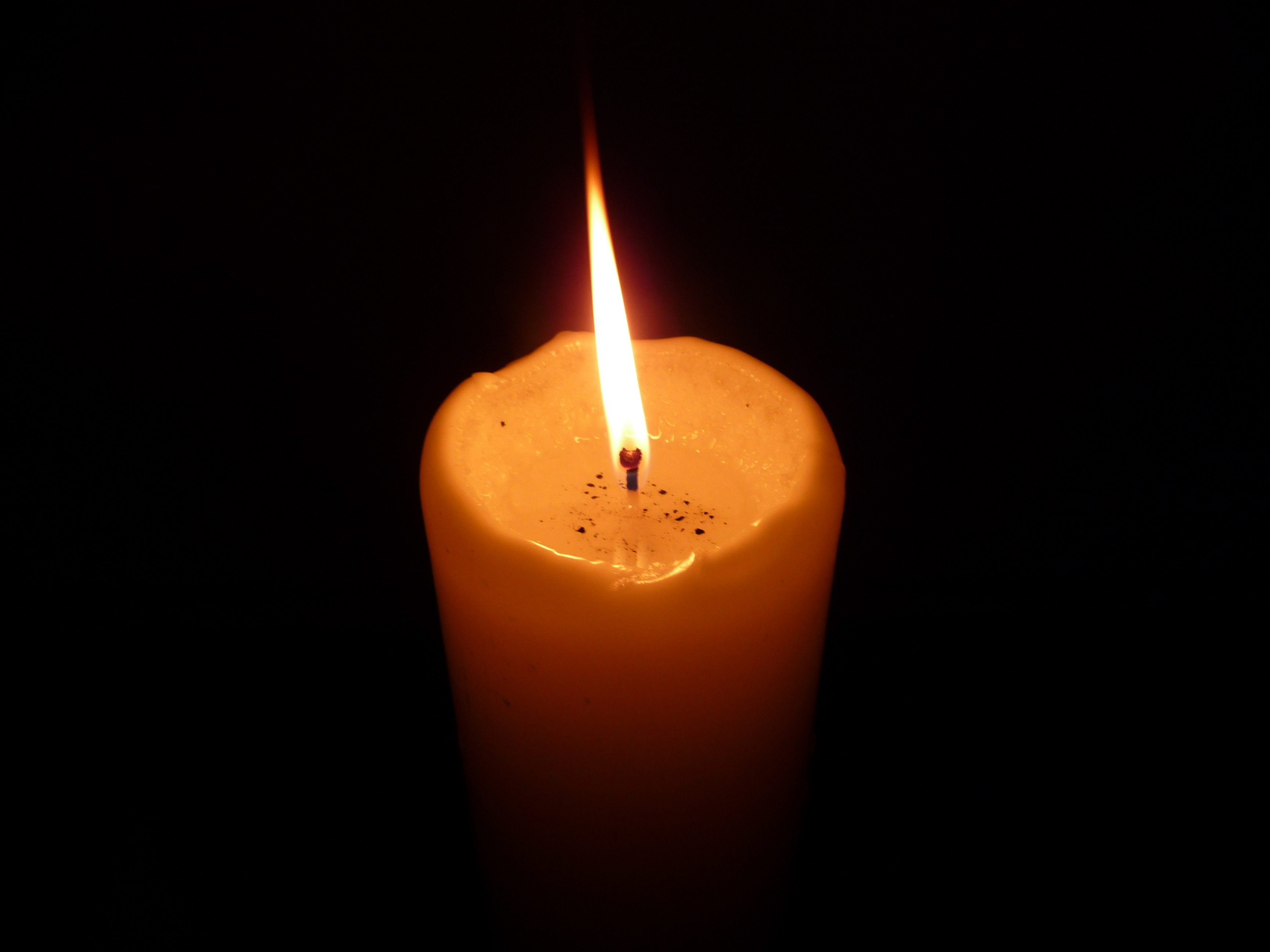
Горіння свічки

Сві́чка, свіча́ — джерело штучного освітлення, в деяких випадках використовується для священнослужіння. Найчастіше складається із стрижня з твердого горючого матеріалу з ґнотом у середині. При горінні свічки горючий матеріал розтоплюється і змочує ґніт, при цьому горюча рідина випаровується і згорає.
Горючим матеріалом для свічки може слугувати: сало, стеарин, віск, парафін і спермацет, тепер найчастіше це суміш парафіну з різними добавками. Ґніт просочують розчинами селітри, хлористого амонію, борної кислоти.
Є також декоративні свічки різної форми та забарвлення. Свічки зазвичай встановлюють у свічниках.

## Фізико-технічні властивості
Як освітлювальний прилад побутова свічка має силу світла в одну канделу (одиниця, приведена до сили світла свічки) або приблизно 1 вату для 100-ї лампи розжарення[прояснити].
Свічка як освітлювальний прилад є простим, але ефективним інженерним рішенням, її дослідженню, серед інших, присвячена робота Майкла Фарадея «Історія свічки».
Як джерело тепла свічка, за різними оцінками, має потужність від 15 до 40 ват і часто застосовується мандрівниками та рибалками для обігріву.
Рівномірність горіння свічки дозволяє використовувати її для вимірювання часу. В давнину на свічки наносили поділки, що дозволяло дізнатися, скільки часу минуло за час горіння.

## Виготовлення свічок

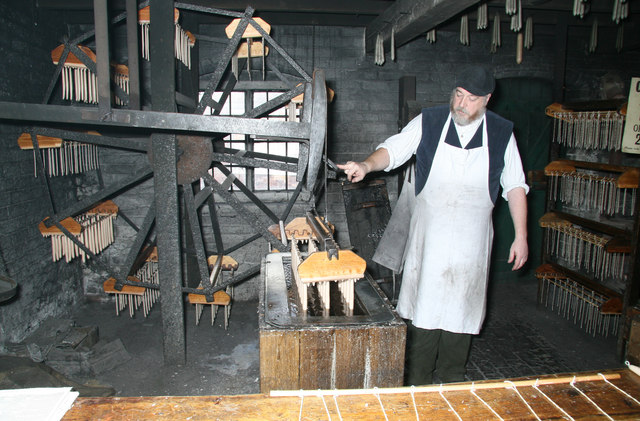
Виготовлення партії свічок шляхом занурення ґнотів у віск

Свічка складається з ґноту та горючого матеріалу, що його оточує. Для ґноту годяться будь-які волокна, такі як бавовна нещільного прядіння. Горючим матеріалом може слугувати лій (топлений тваринний жир), китовий спермацет, лавровий віск, який є залишком кип'ятіння лаврових ягід, парафін, бджолиний віск.
Попередниками свічок були скіпки, змочені лоєм. Такі освітлювальні прилади відомі з часів Стародавнього Єгипту 3000 років до н. е. За 200 років до н. е. у Стародавньому Китаї виготовляли свічки з паперового ґноту, китового жиру чи воску. Лоєві свічки були відомі стародавнім римлянам уже близько 500 року до н. е. Ґніт декілька разів занурювали в лій, і він застигав шар за шаром, формуючи свічку.
Віск як альтернатива лою почав широко використовуватися в європейських свічках у 1500-х роках. Свічки з бджолиного воску горять яскравіше й довше з меншою кількістю диму, а також мають приємніший запах, ніж лойові свічки. Однак бджолиний віск був дорожчий, тому восковими свічками користувалися заможні люди та Церква.

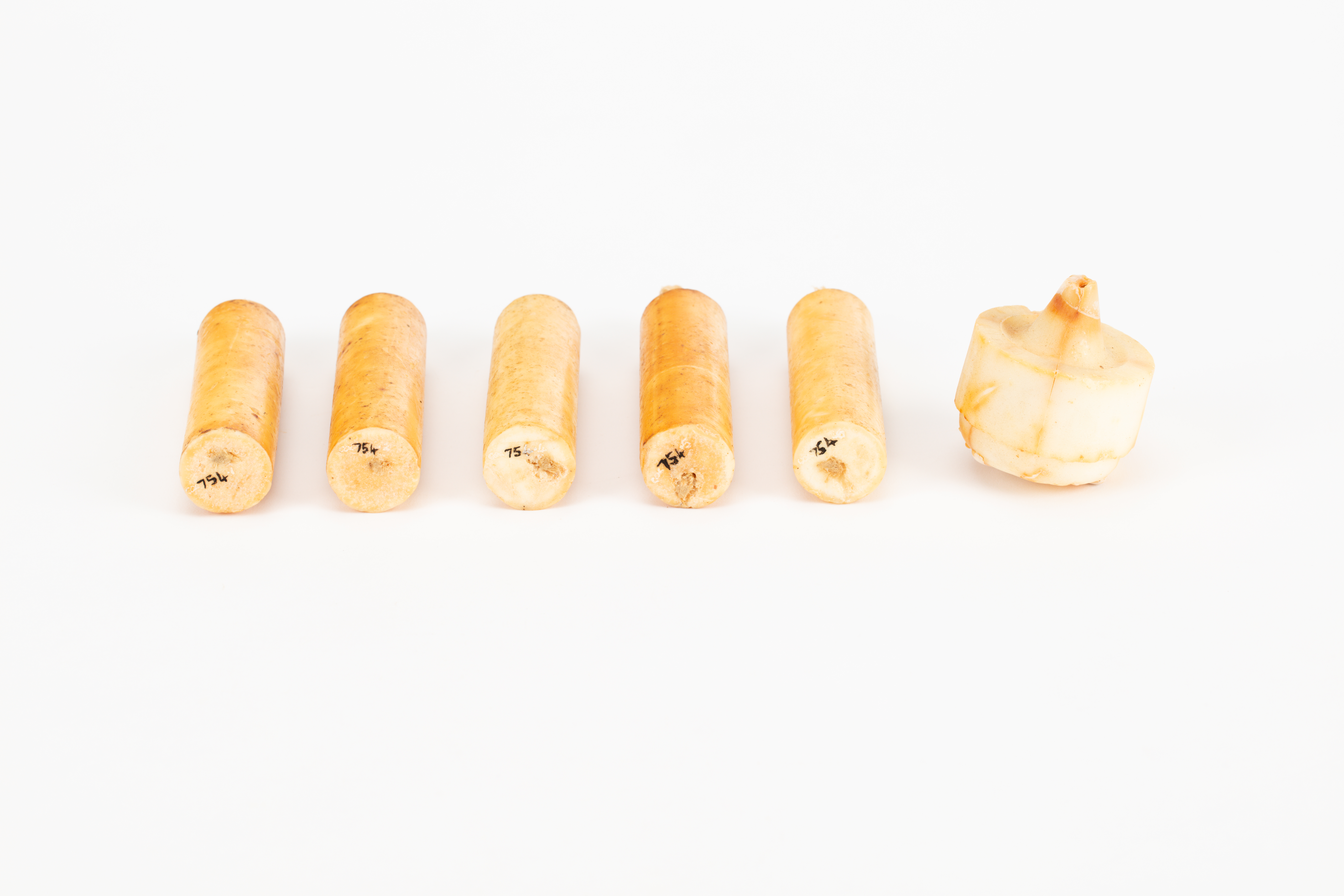
Лоєві свічки

У 1850-і поширилося використання парафінових свічок завдяки розвитку нафтохімії, що зробила парафін дешевим матеріалом. Додавання стеарину дозволяло підвищити температуру плавлення парафіну, а вогонь свічок з нього був яскравий та стабільний.
Виробленням свічок та їхнім продажем займалися спеціальні люди — свічкарі (свічарі). З XIV ст. в Європі сформувалися гільдії свічкарів. До середини XIX ст. свічки виготовлялися шляхом вмочування ґноту в горючий матеріал. У 1834 році Джозеф Морган винайшов верстат для відливання свічок. Він дозволяв виробляти до 1500 свічок на годину, зробивши їх доступними для широкого загалу.
Попри прогрес у виготовленні свічок, свічкарство занепало після впровадження гасових ламп і ламп розжарювання. Відтоді свічки почали продавати більше як декоративний предмет.
В Україні було поширеним домашнє виготовлення свічок, навіть після появи заводського виробництва. Поширеними були кольорові свічки, які виготовляли шляхом додавання фарби у віск. З початку XV ст. у Львові діяла воскобійня у Струміловій башті, яку утримували спільно мильникарі та свічкарі. Вони виготовляли свічки з лою та воску, переважно на церковні потреби. В XIX — на початку XX ст. поширилися малі майстерні з виробництва мила та свічок.

## Аксесуари

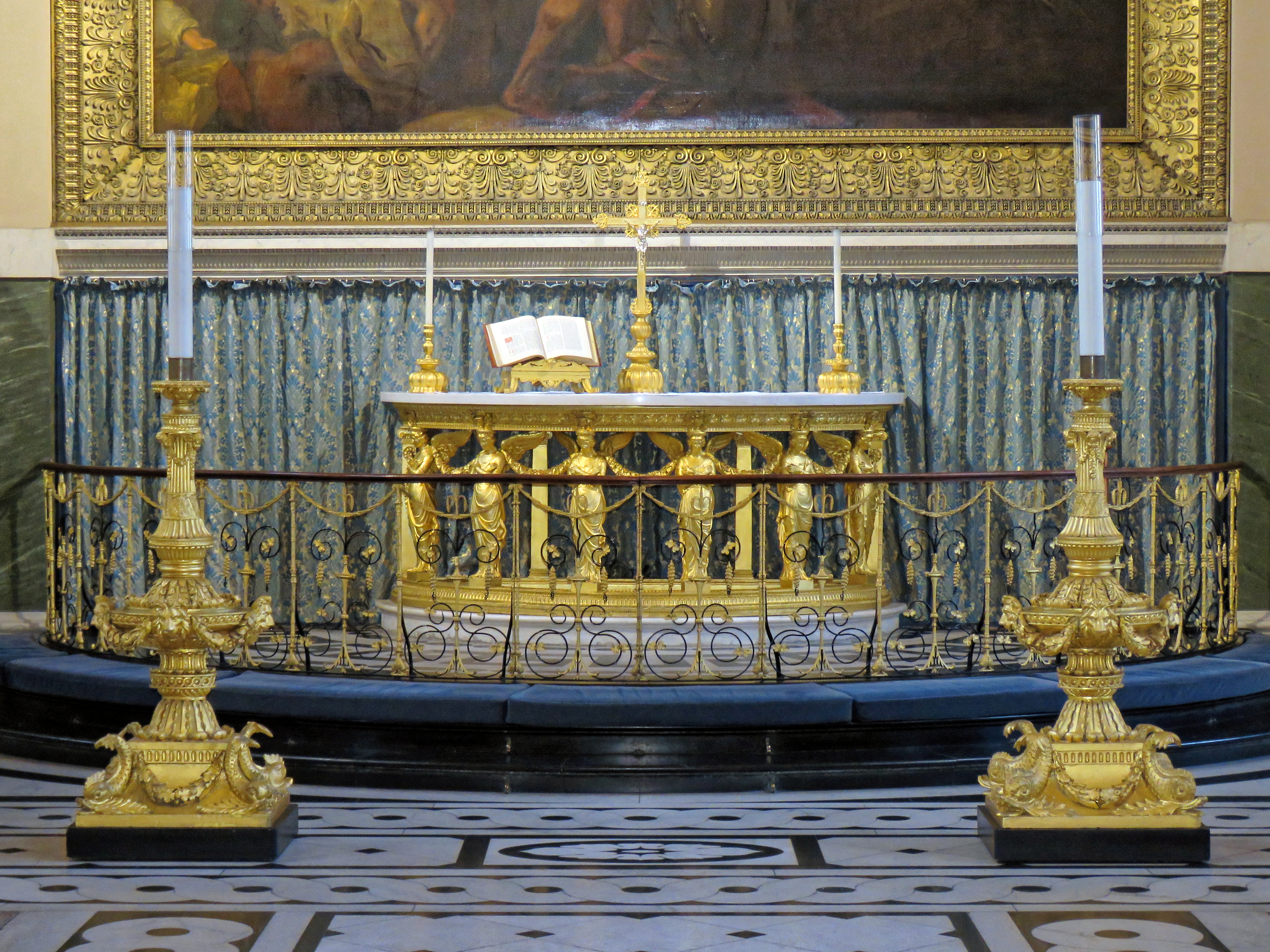
Підсвічники з окапниками

Підсвічник — пристрій для встановлення на ньому свічок. Найпростіший підсвічник складається з дерев'яного бруска та залізного вістря, на яке вертикально настромлюється свічка. Складніші підсвічники є спеціальним посудом, у якому фіксується одна чи кілька свічок, іноді набуваючи форми скульптур. Використання підсвічників відоме з часів царя Соломона. Особливо різноманітні та великі церковні підсвічники, що часто виготовляються з металів.
Гасило — пристрій для гасіння полум'я свічки, що дозволяє швидко і безпечно погасити полум'я, не торкаючись ґнота. Може мати різну конструкцію: у вигляді простого конічного або дзвоноподібного ковпачка, у вигляді ковпачка на держаку, у вигляді щипців. Принцип дії гасила полягає в перекриванні доступу кисню до ґнота.
Окапник — паперова, скляна чи металева трубка, що одягається на верхню частину запаленої свічки. Може слугувати для утримання розплавленого матеріалу, тим самим заощаджуючи його, для декоративного розсіювання світла чи захисту полум'я від вітру.

## Свічка у культурі

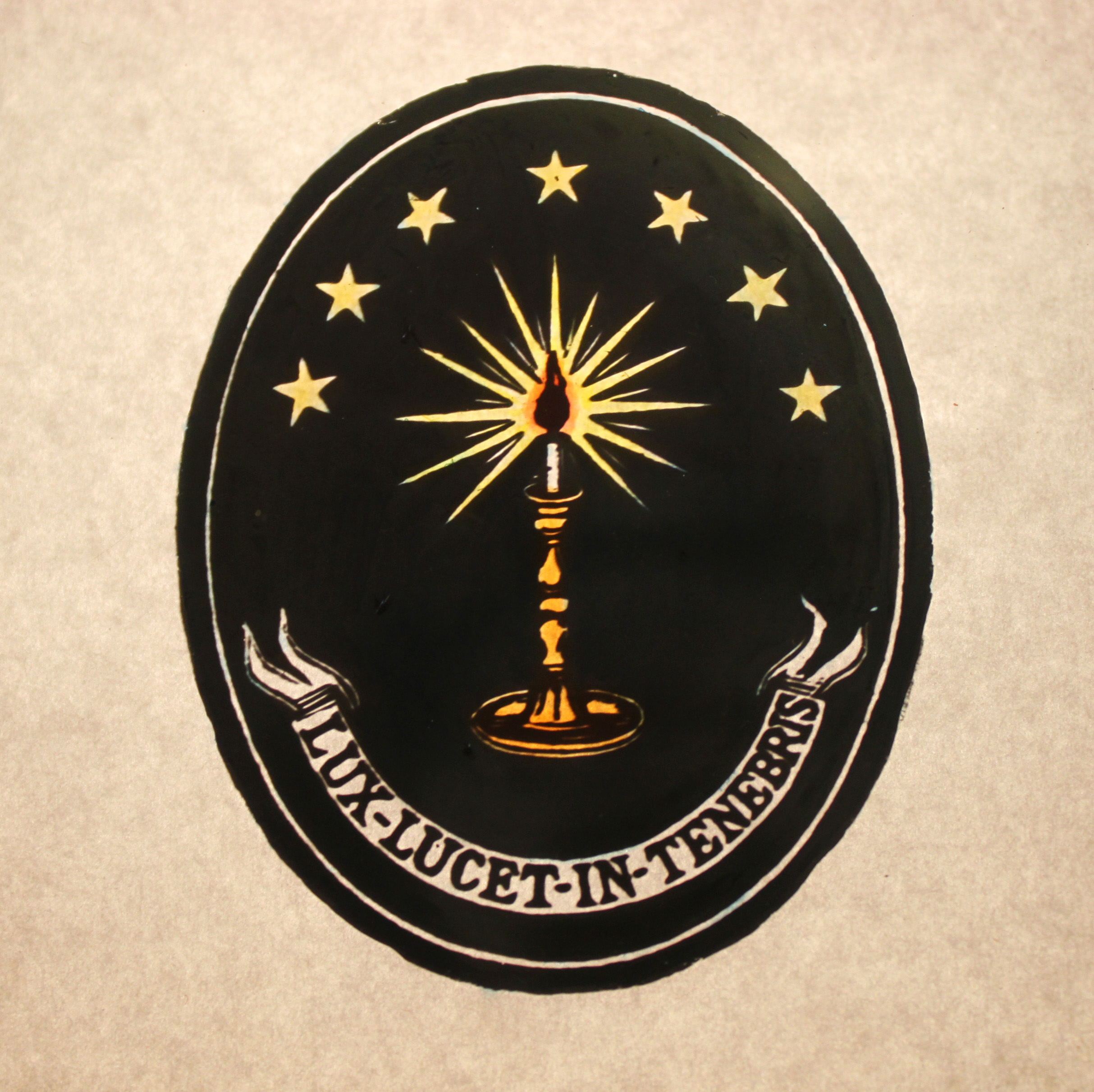
«Світло в темряві» на емблемі вальденсів

### Символізм
Свічка — поширений символ правди, очищення, їй часто приписується здатність захищати від зла. Вона може слугувати як жертва в релігійних обрядах.
Свічка у церковній християнській традиції символізує правду та мудрість. Її символічне значення переважає над практичним. Одна свічка чи лампадка символізує одного Бога у Трійці; 2 — подвійну природу Ісуса Христа; 3 — Пресвяту Трійцю; 7 — сім дарів Святого Духа. На церковному престолі по обидва боки хреста чи кіота ставлять по підсвічнику з однією, двома чи трьома свічками. Великодня свічка символізує воскреслого Христа. У різних частинах богослужіння свічка має своє окреме значення. Наприклад, під час читання Євангелія, запалені свічки символізують просвітлення людини. Запалена свічка супроводжує таїнства хрещення, шлюбу та поминання померлих.

### Свічка в традиціях українського народу

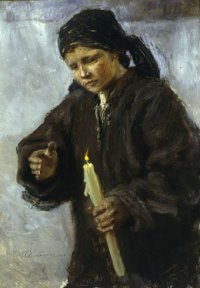
«На Громницю. Гуцулка зі свічкою». Картина Теодора Аксентовича, близько 1893 р.

Свічка, як уособлення небесного вогню, відігравала значну роль у повсякденному та обрядовому житті українців. Вона була обов'язковим ритуальним атрибутом впродовж всього життя людини: під час народження, весілля та смерті. Свічка набула особливого значення в народній магії, її застосовували як один із найважливіших оберегів. Особливо зросла роль свічки за часів християнства.
Значення свічки в українських традиціях різноманітне. Це і захисний вогонь, і символ душі. Як символ віри, запалена свічка ставиться перед іконами та тримається в руках руках під час богослужінь на Страсний тиждень, Великдень, Різдво, Водохреще, Стрітення. Зорі іноді описувалися в народних віруваннях як свічки, запалені янголами. Вважалося, що кожна людина має свою зірку, яка падає, коли людина помирає. Інше пояснення — що падаючі зірки — це свічки, які чорт ставить замість янгольських, а янгол їх скидає.
У Чистий четвер перед Великоднем запалену свічку несли з церкви додому, часто в саморобних ліхтарях зі скла, паперу, дерева. Запалена свічка — важливий атрибут Великодня, Щедрого вечора. У деяких місцевостях Поділля та в Гуцульщині на Водохреще святили «трійцю» — три свічки, зв'язані квітчастою хусткою, намистом, барвистими стрічками, та прикрашену сухими квітами й плодами калини. «Трійцю» гасили, занурюючи свічки в ополонку, де відбувалося свячення води. Свічка ставиться в різдвяну зірку, з якою ходять колядники.

Особливе значення надавалося свічці, що горіла на Стрітення, так званій громниці, якою випалювали хрести на хаті, вірячи в їхній захист від зла. Стрітенська свічка зберігалася вдома як «мати огню хатнього». Їй приписувалися лікувальні властивості, захист від бурі та граду. Її клали біля породіллі, щоб полегшити пологи. Свічку як оберіг запалювали на хрестини дітей. Також свічку давали в руки мерцям через уявлення, що без світла свічки душа померлої людини заблукає та буде повертатися до світу живих. Свічку клали в домовину чи кидали в могилу як своєрідну жертву мерцеві, щоб він не турбував живих.

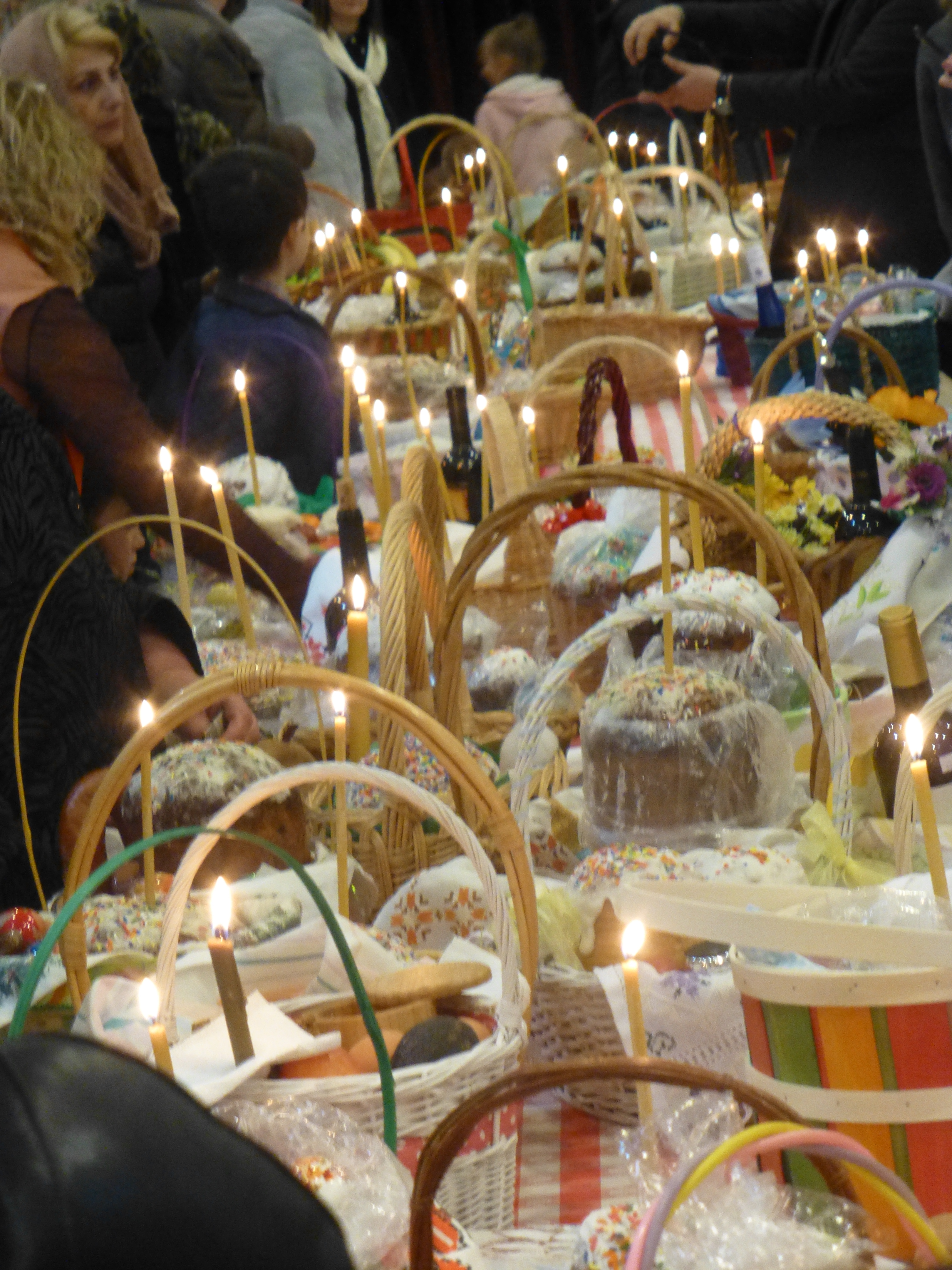
Великодні кошики зі свічками

Свічка — поширений засіб ворожіння. Українці прагнули передбачити долю за тим, як довго свічка горить, за її тінню. Якщо свічка рано гасла, чи тінь була малопомітна, то вважалося, що людина, котрій належить ця свічка, невдовзі помре. На Новий рік ворожили за формою згорілого ґноту — зігнутий ґніт пояснювався як ознака гарного врожаю в наступному році. Ворожіння на Купала традиційно проходить так: дівчата дістають з-за пазухи заздалегідь приховані свічки, прикріплюють їх — кожна до свого вінка, а потім пускають їх на воду. Якщо вінок пливе добре і свічка горить — дівчина незабаром вийде заміж; коли крутиться на місці — ще дівуватиме; якщо ж вінок пристане до далекого берега — туди дівчина й заміж піде; якщо ж свічка топилася, це віщувало смерть.
Крім того свічка застосовувалася в магії: бажаючи Божої кари людині, на її честь у церкві ставилася свічка, при цьому загадувалося, щоб людина «згоріла», як свічка. Якщо людині бажали смерті, то свічку в церкві ставили переверненою («обидяща свічка»). Поширений забобон, нібито не можна запалювати одну свічку від іншої, бо на людину «переходять» усі негаразди власника іншої свічки.
Свічка згадується в приказках: «Дівка, як свічка», тобто струнка, випростана; «Простий, як свічка» — про стрункого парубка. Про людину, що праведно живе, казали: «Його свічка ясно горить». Сюди ж належать і символічні величання в колядках: «А в тій церковці три свічі ясних: перша свіча ясна — то Ганнуся красна…»

### Свічка у громадських акціях
Щороку проводиться всесвітня акція Вифлеємський вогонь миру, що полягає у поширенні символічного вогню, запаленого на місці народження Ісуса Христа. З 1999 року цей вогонь, що символізує мир, любов та добро, та символічно об'єднує всіх українців, поширюють пластуни.
Кожної останньої суботи листопада в пам'ять про жертв Голодомору 1932—1933 років запалюють свічки біля пам'ятних знаків жертвам Голодомору та політичних репресій, а також на центральних майданах міст України та вдома біля вікон. Традиція започаткована в 2003 році з ініціативи Джеймса Мейса.

### Свічка у мистецтві
- П'єса Івана Кочерги «Свіччине весілля».

## Галерея

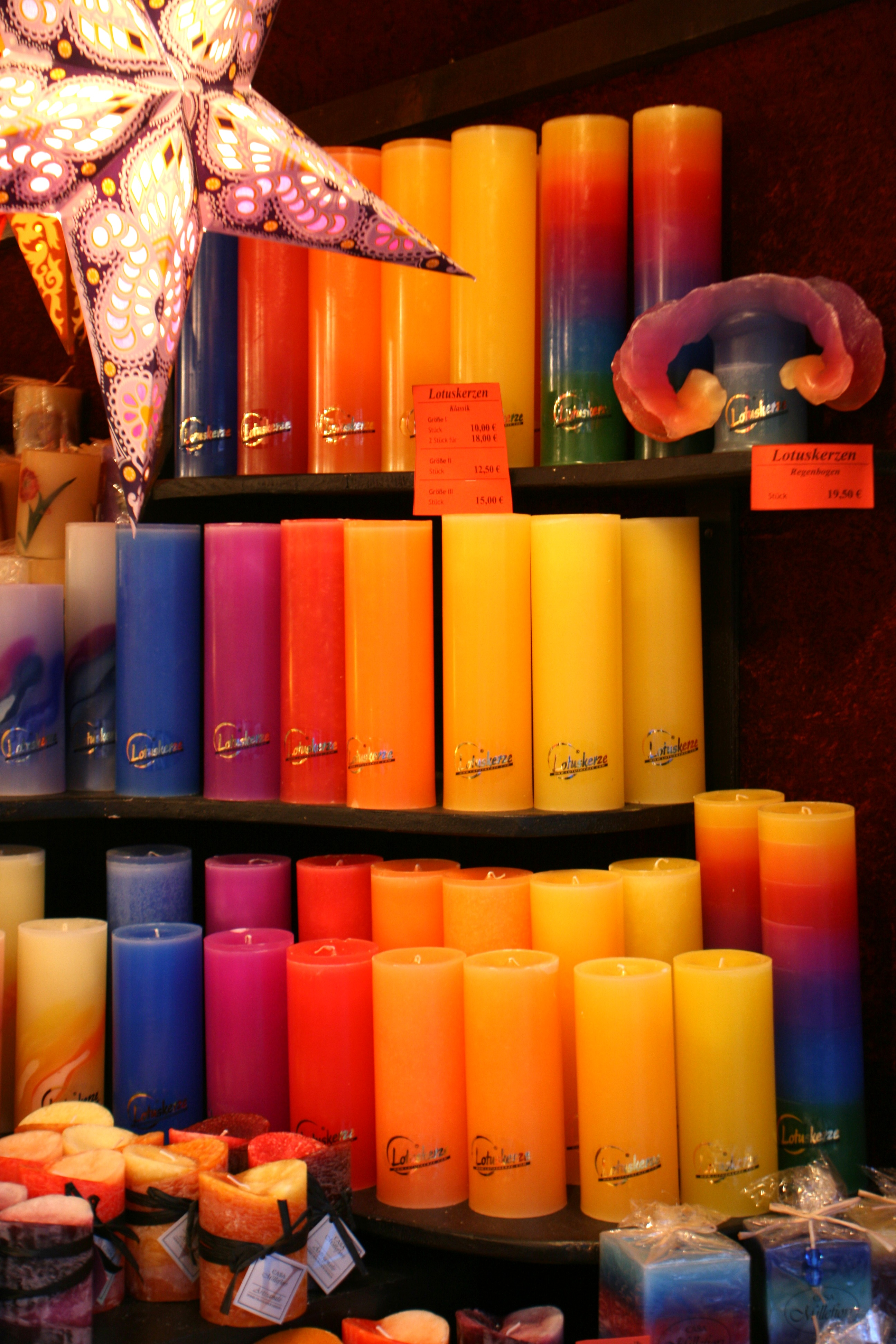
Різнокольорові декоративні свічки
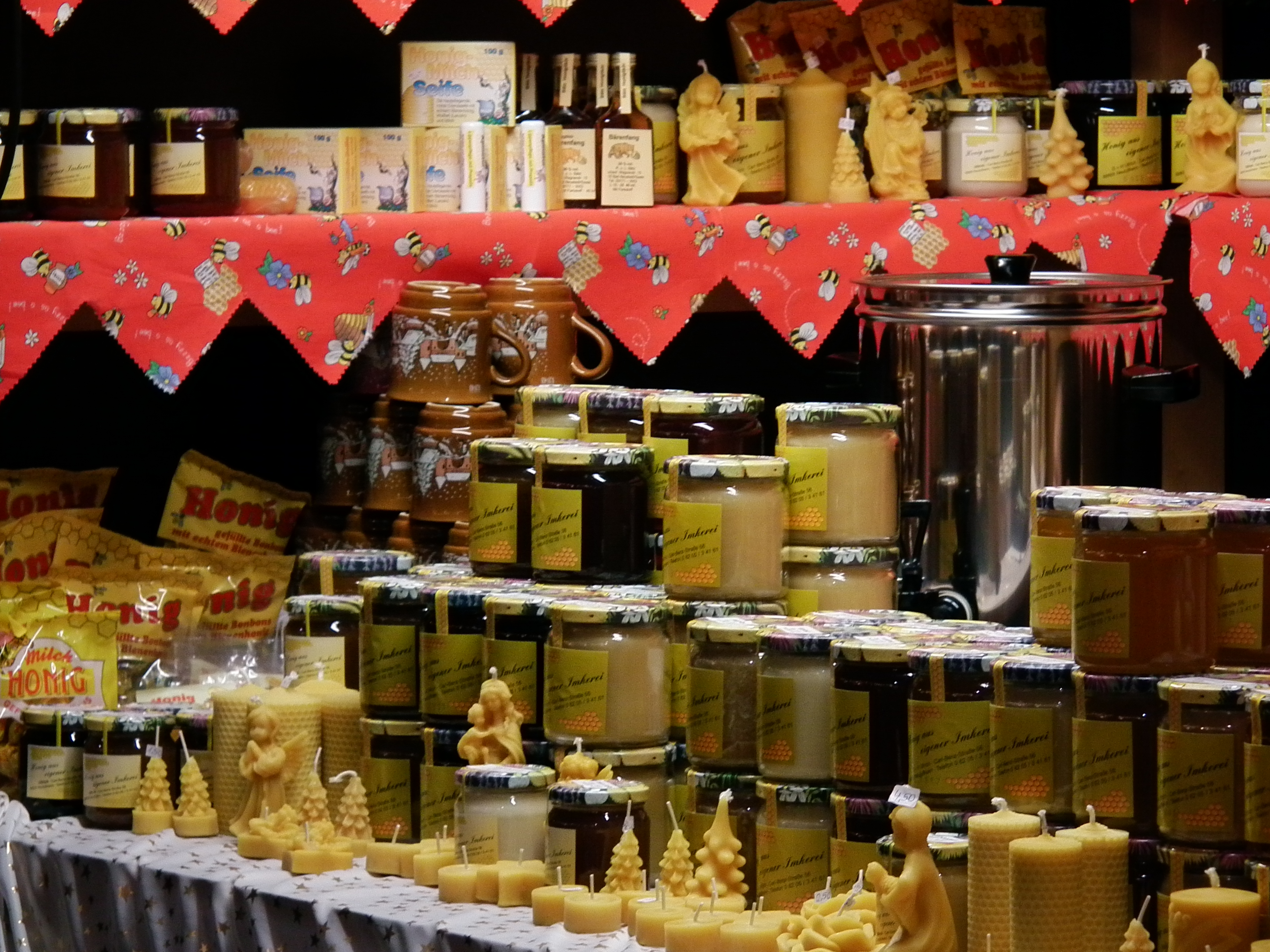
Продукти бджільництва, зокрема свічки
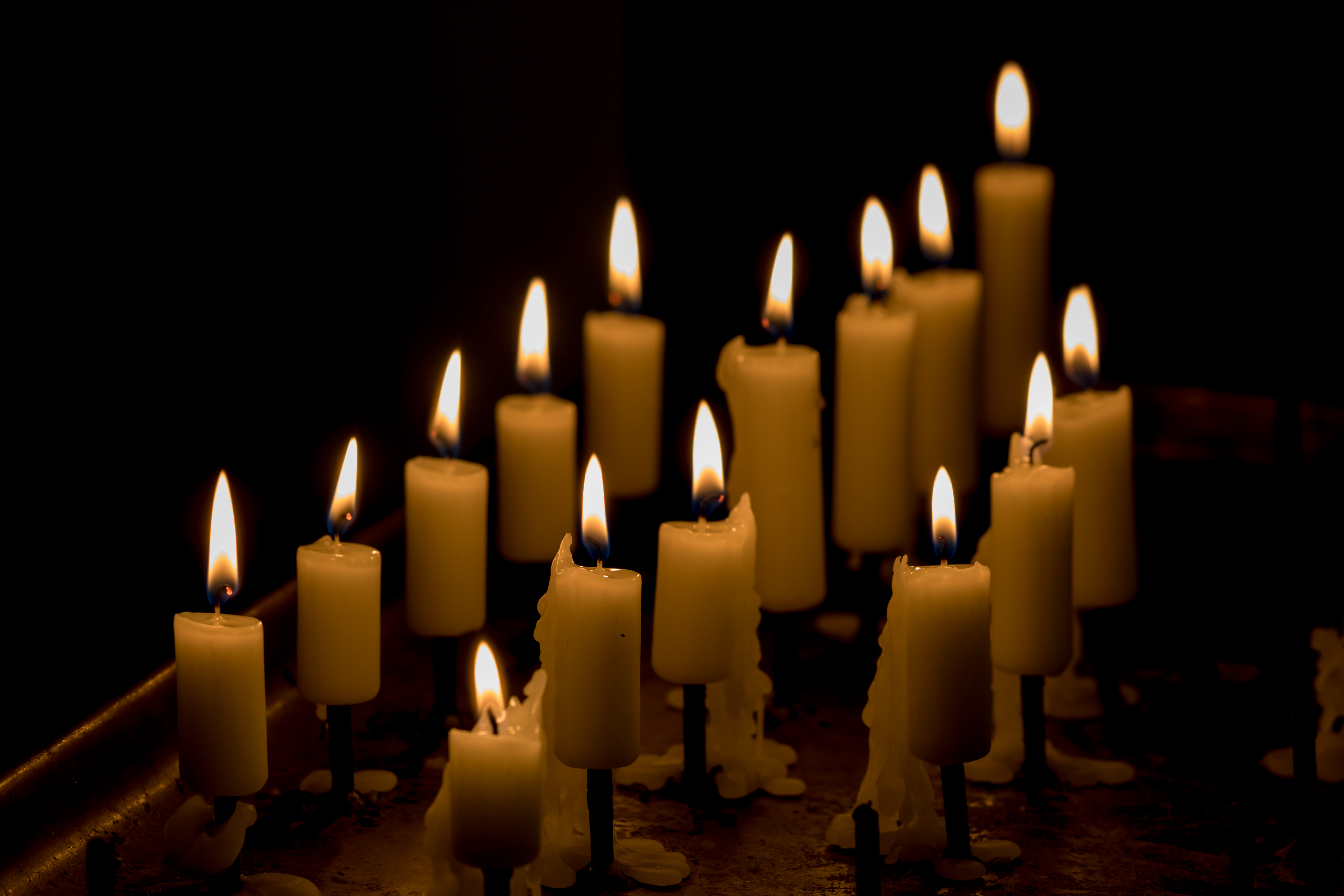
Церковні свічки
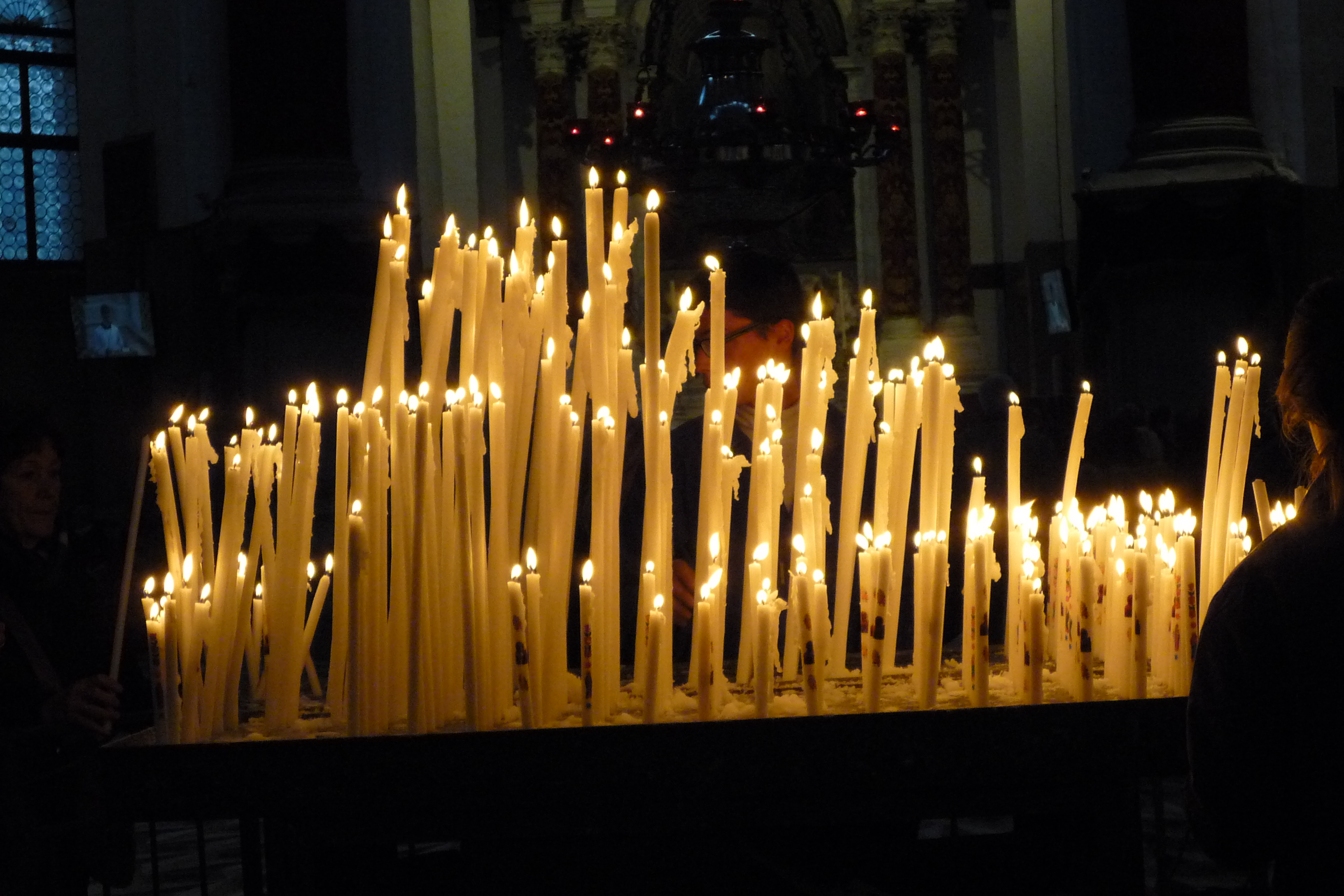
Церковні свічки
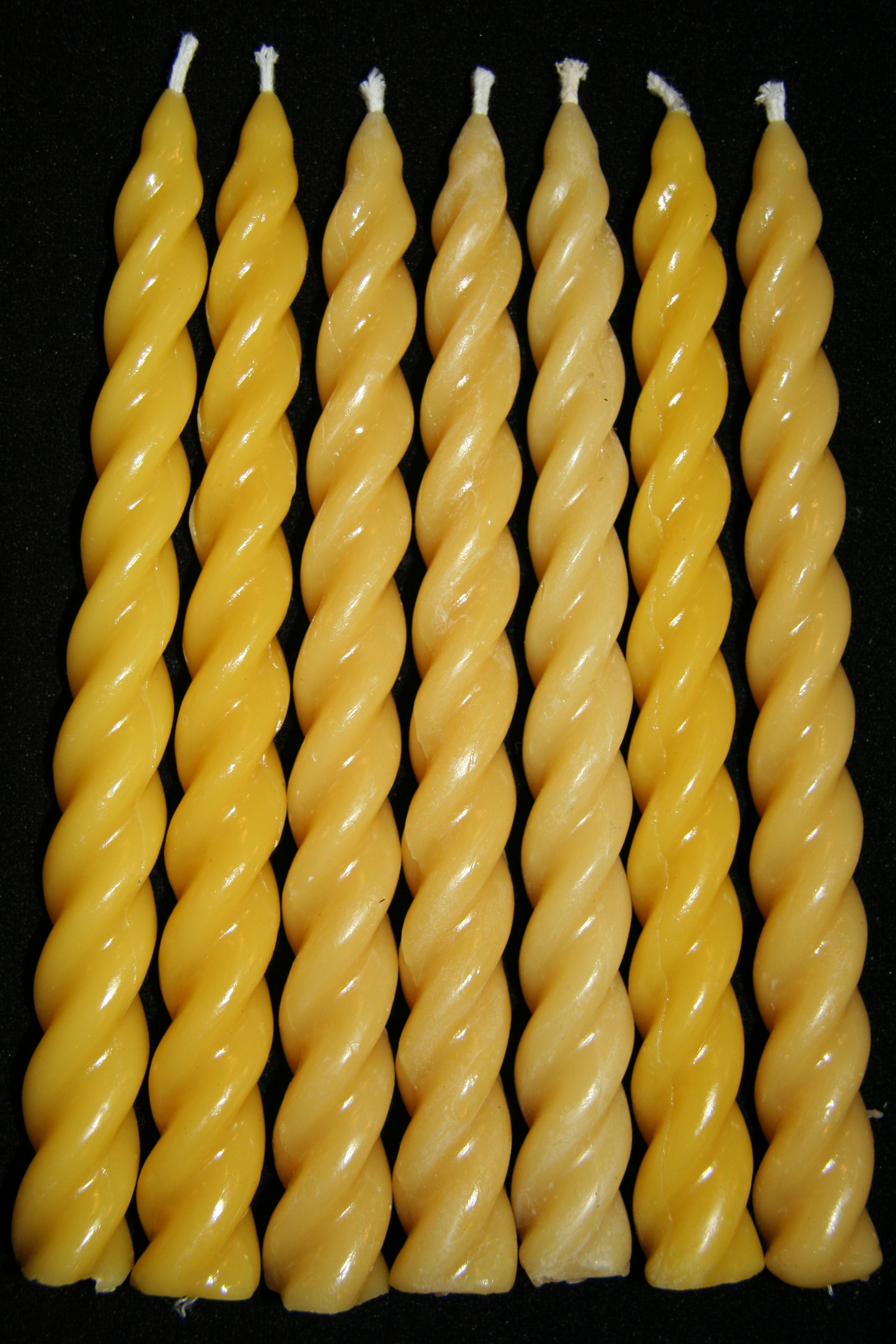
Спіральні воскові свічки
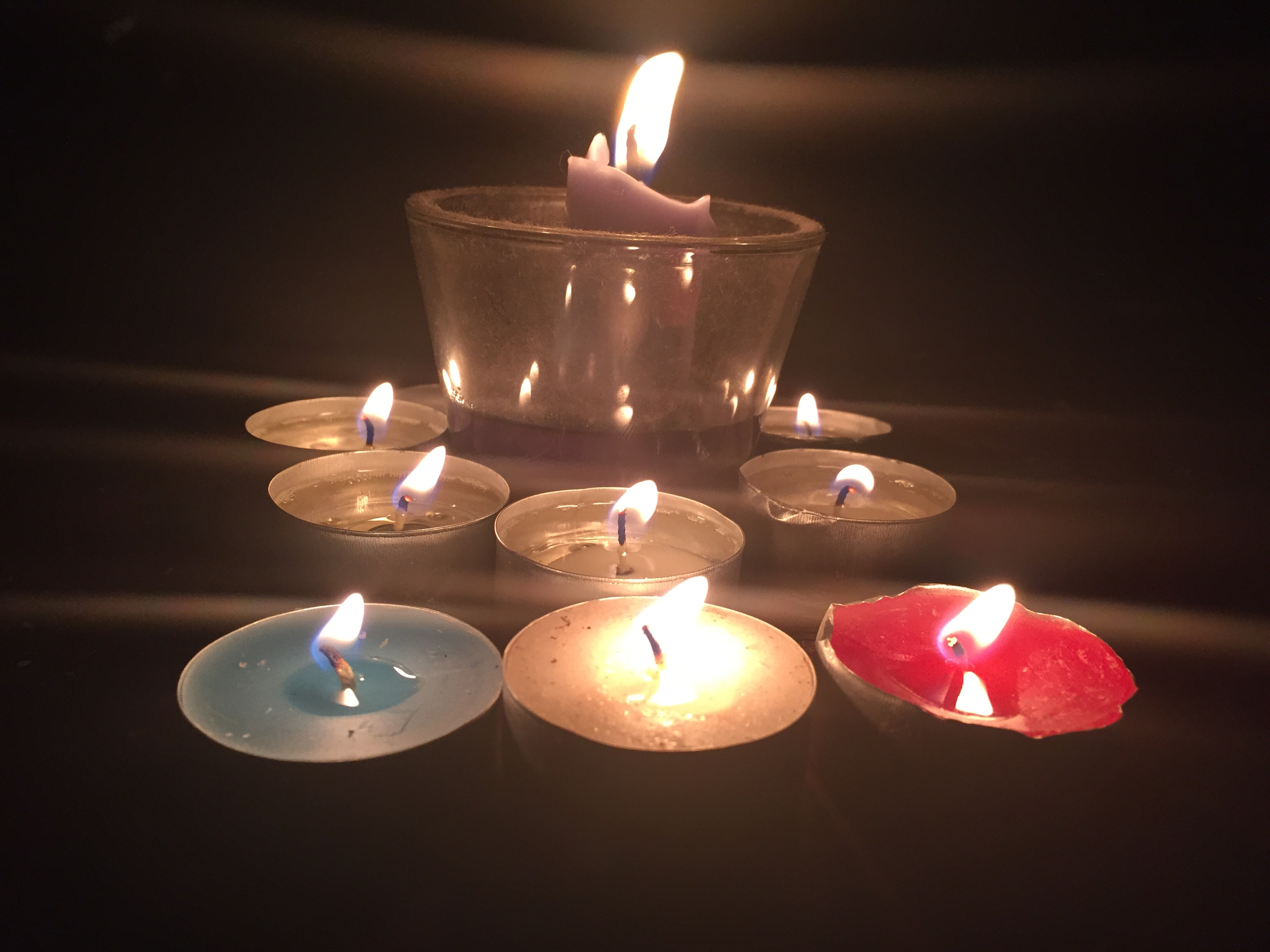
Різнокольорові поминальні свічки
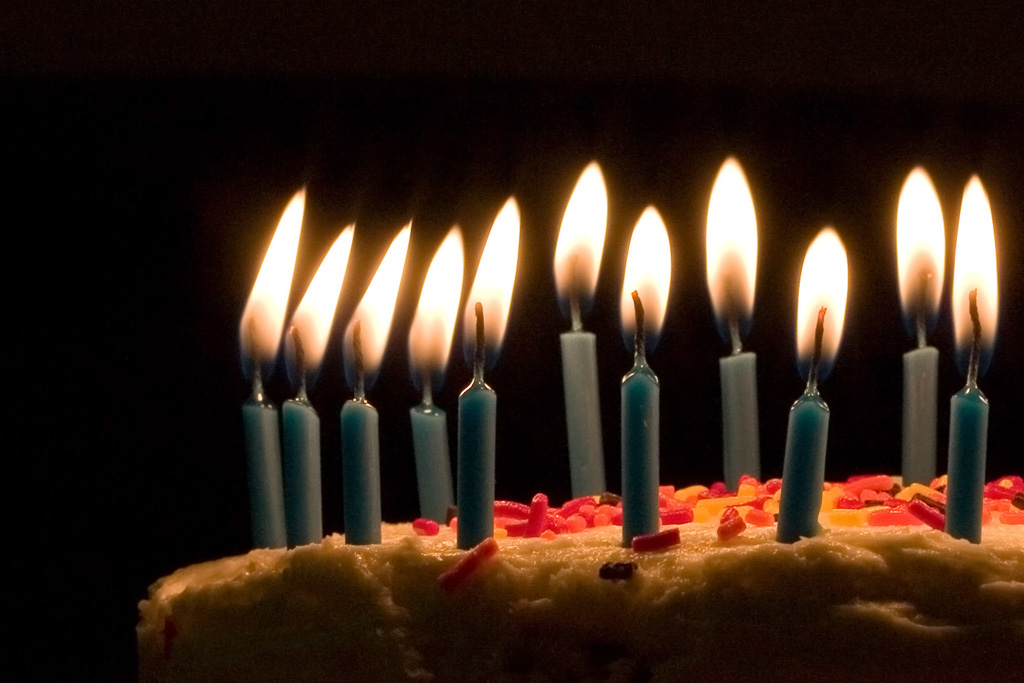
Свічки на святковому торті
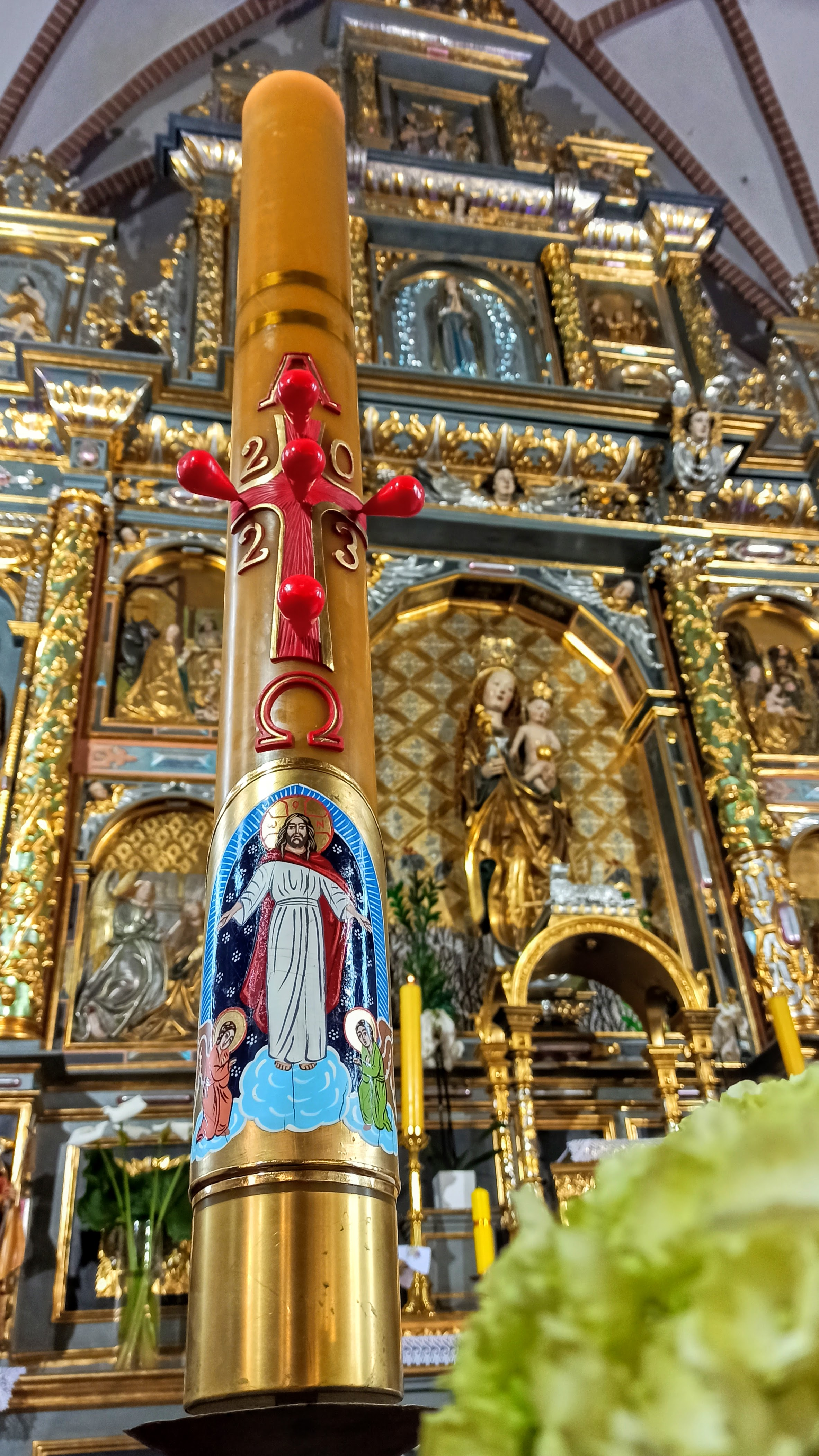
Католицька великодня свічка
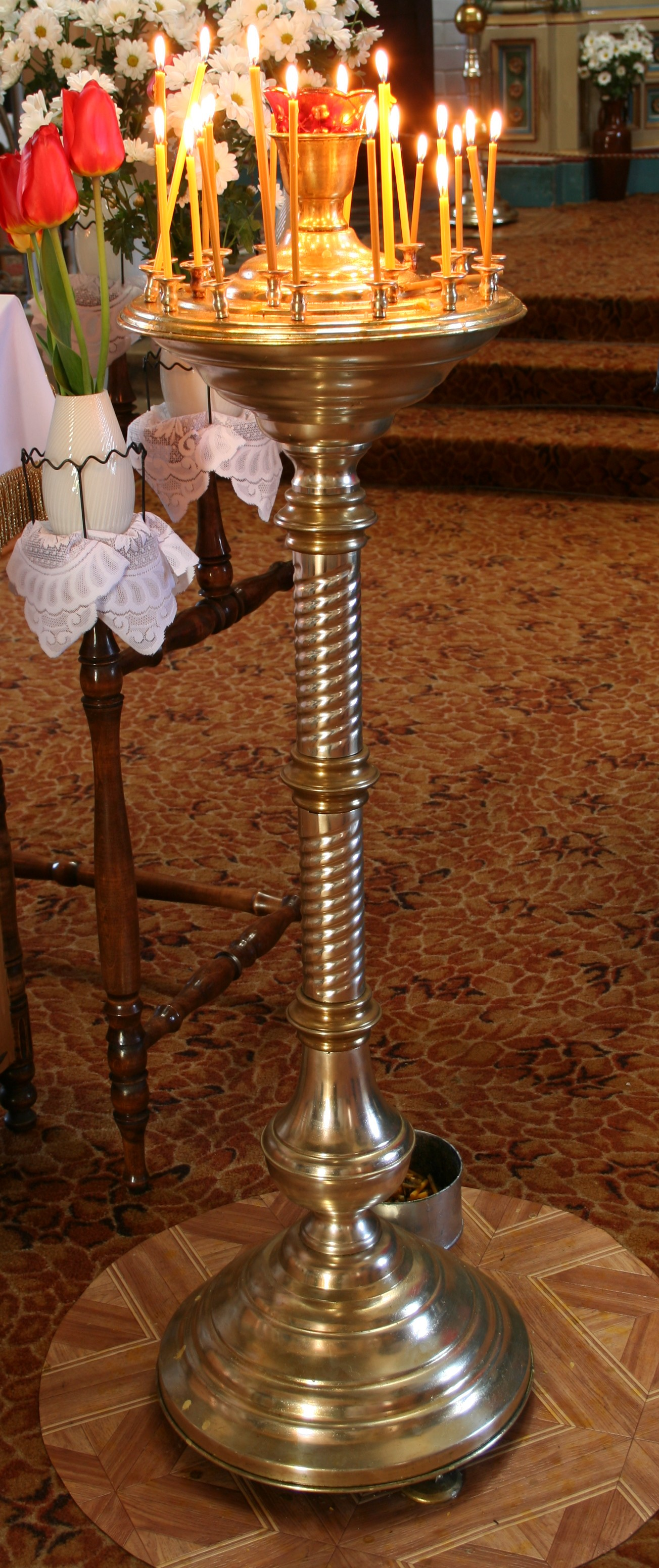
Церковний свічник зі свічками
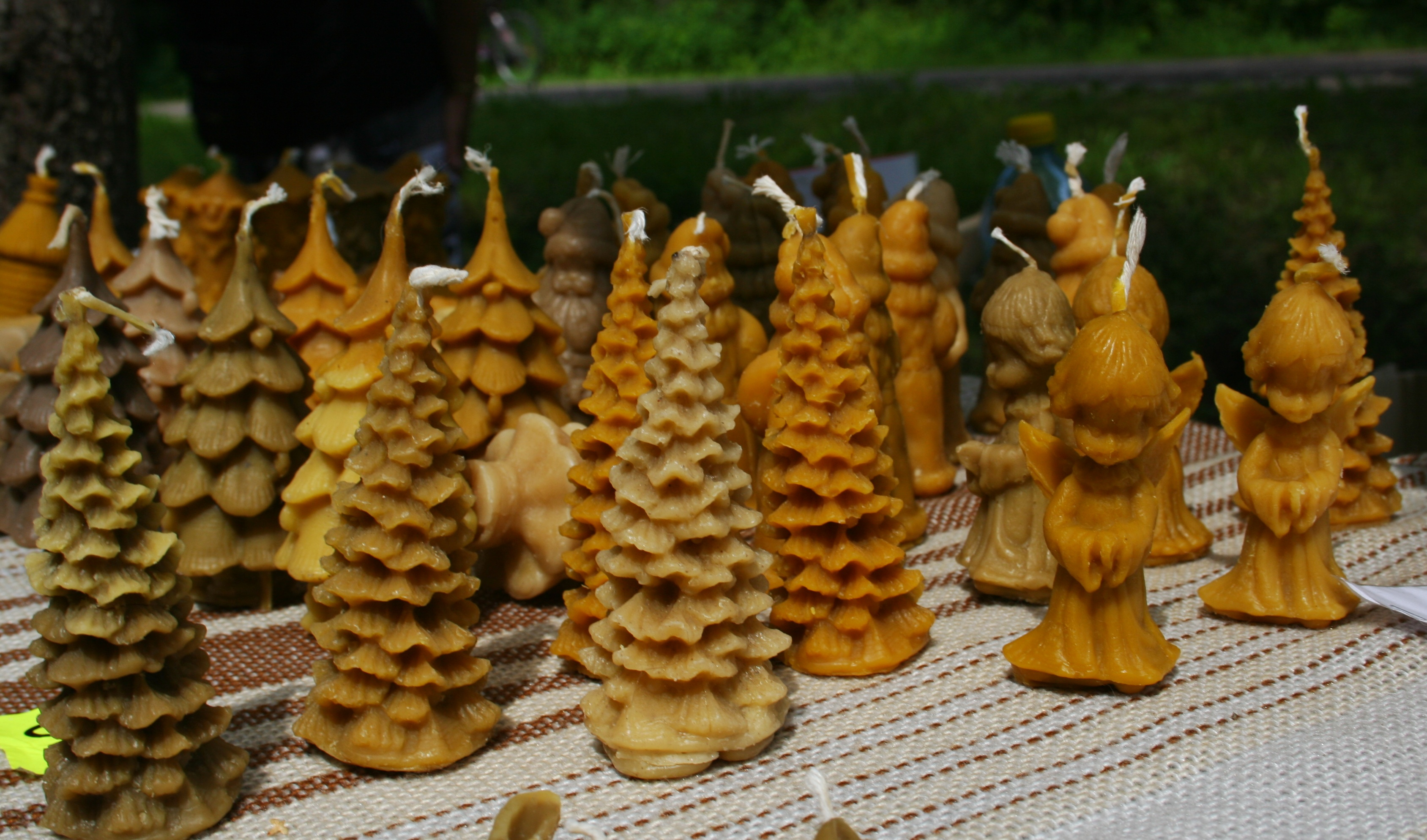
Декоративні воскові свічки
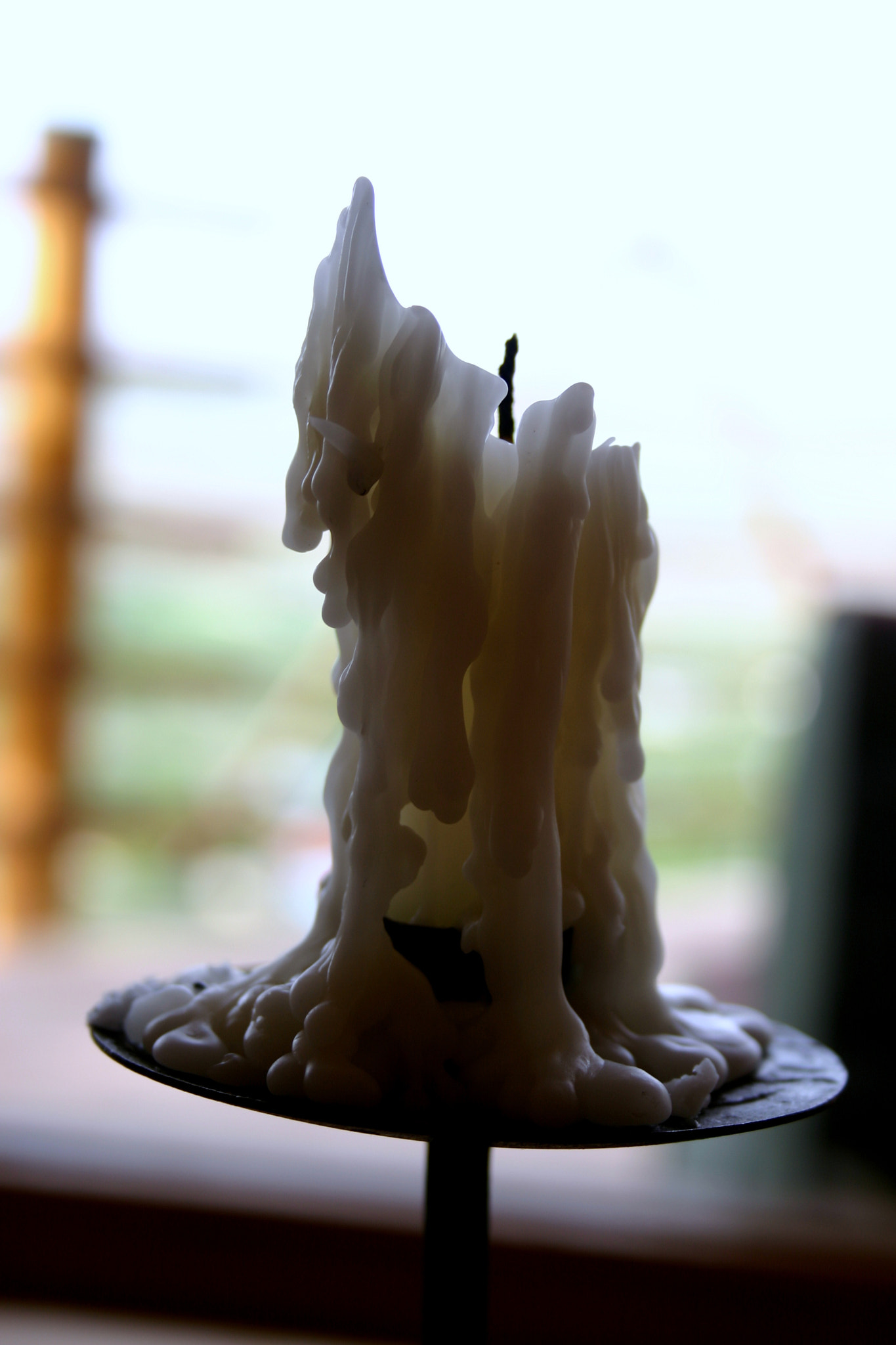
Свічка після горіння
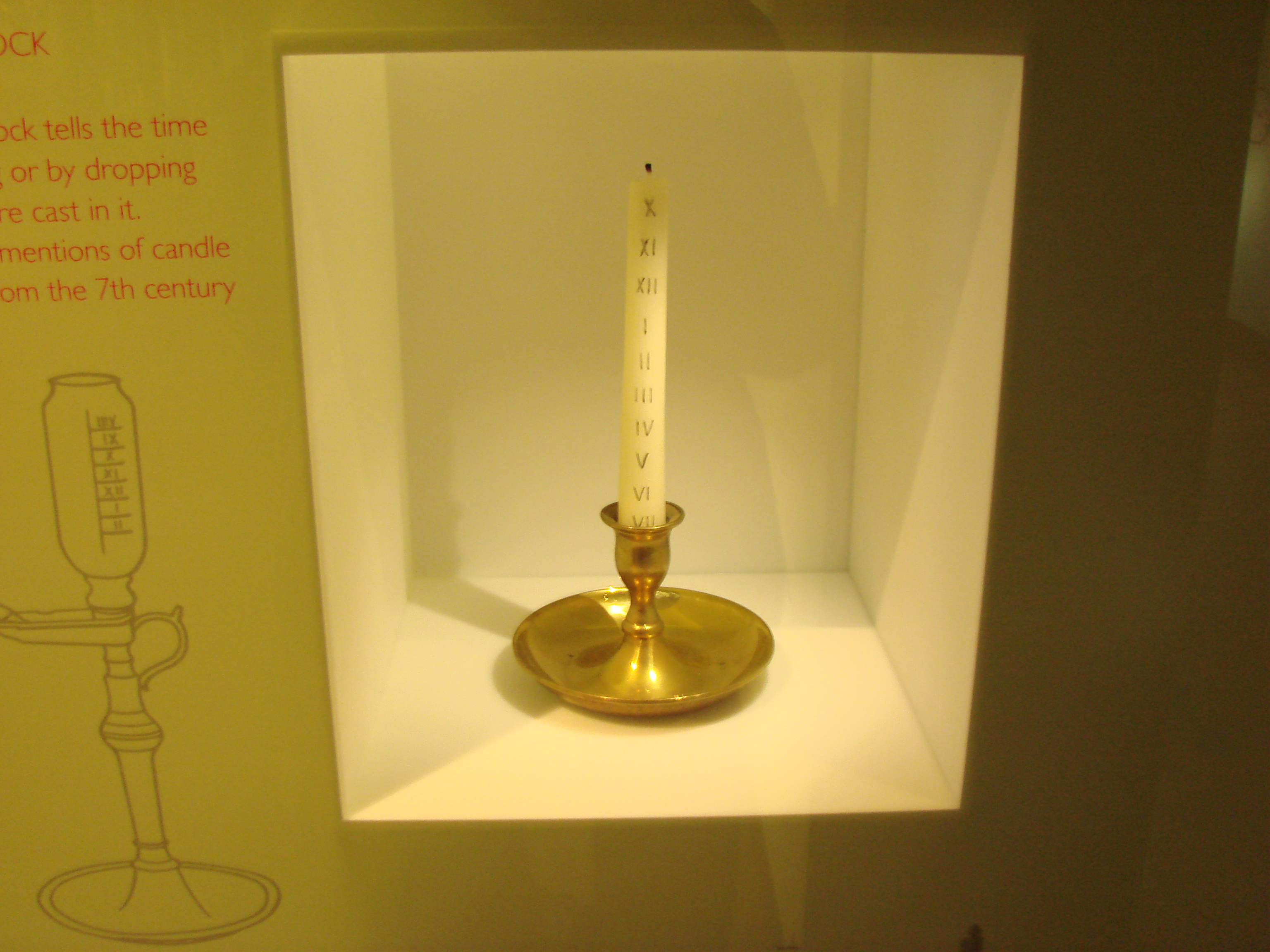
Свічка для вимірювання часу
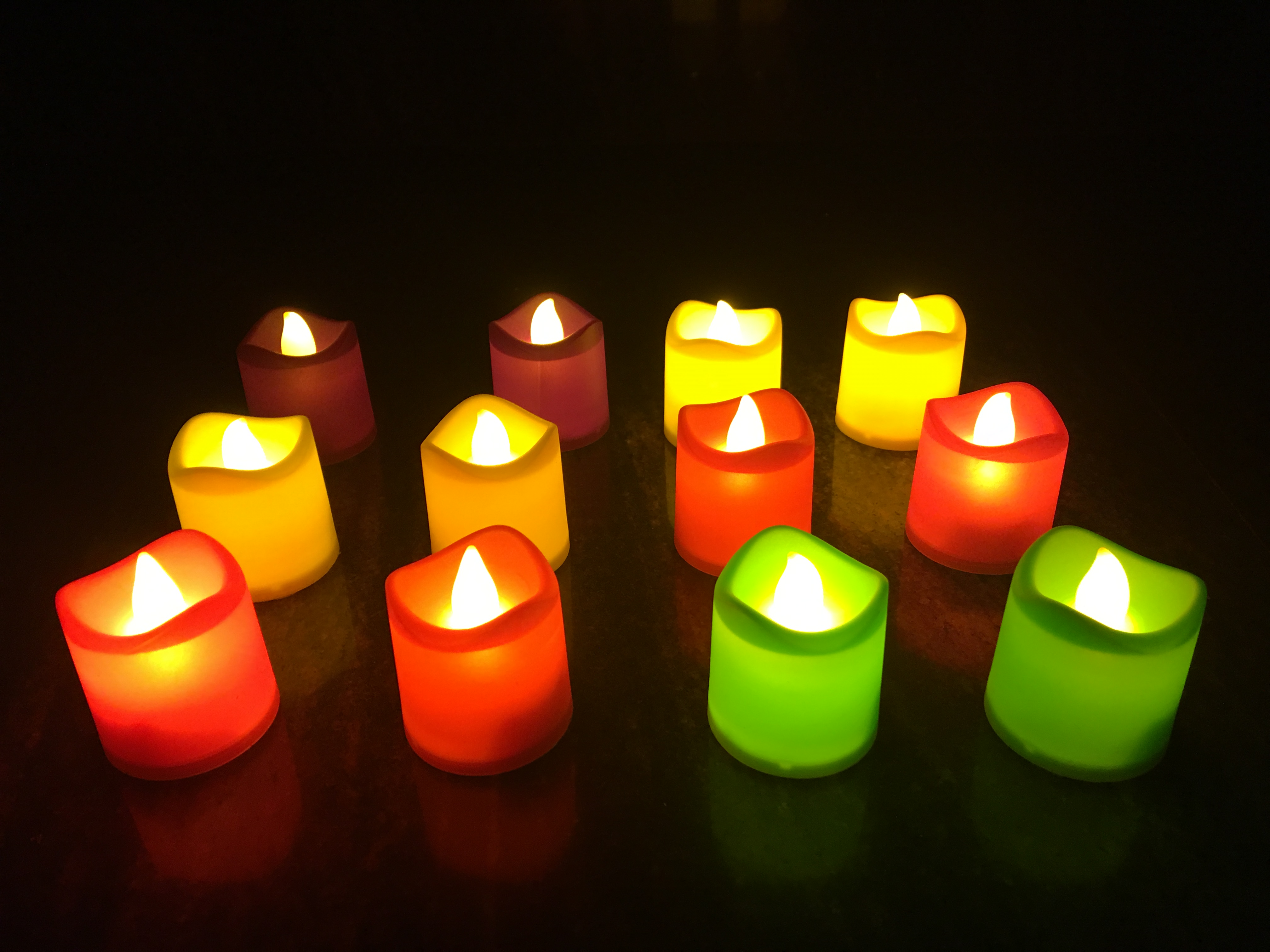
Електричні ліхтарики-імітації свічок
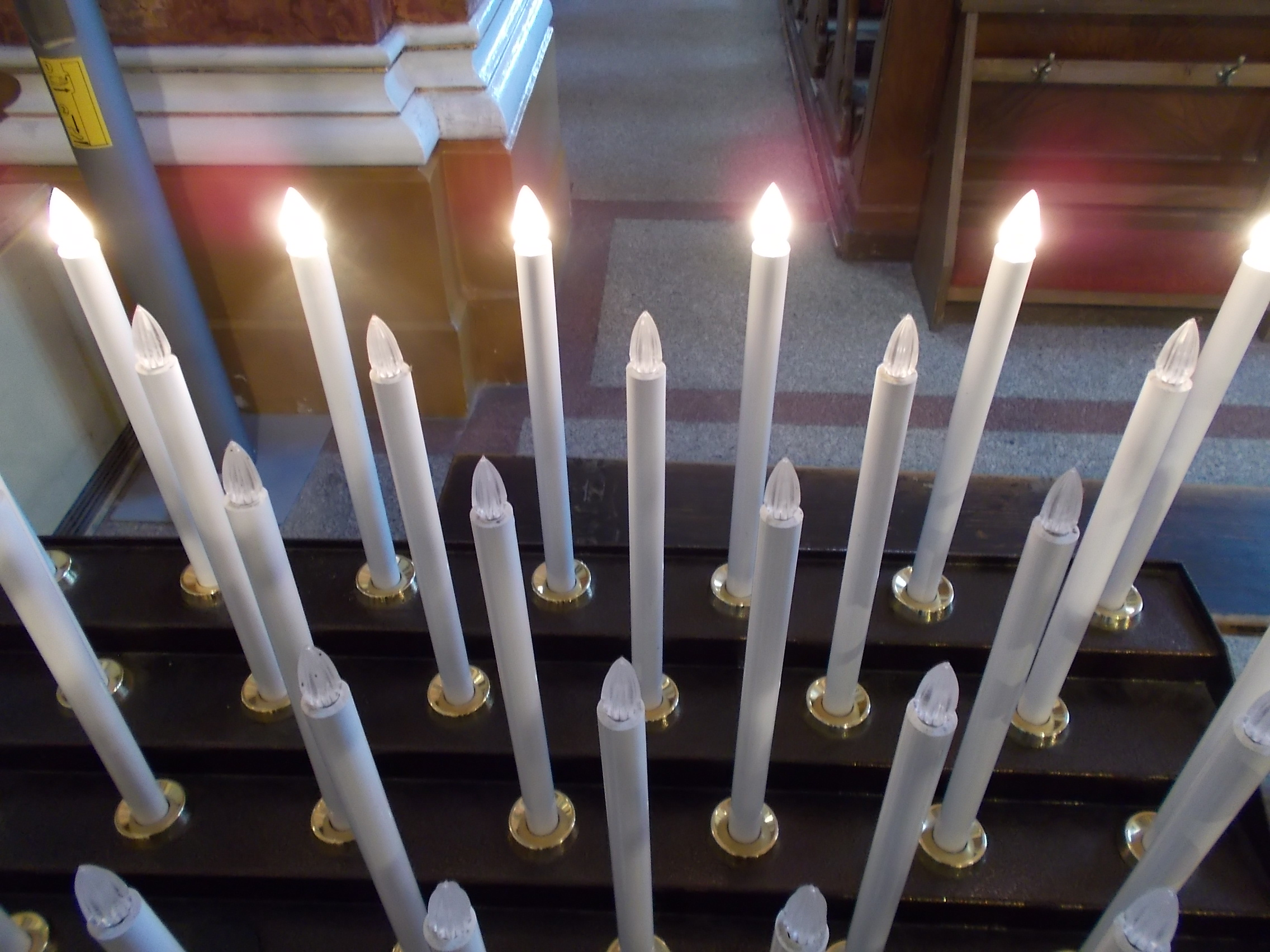
Електричні лампи-імітації церковних свічок
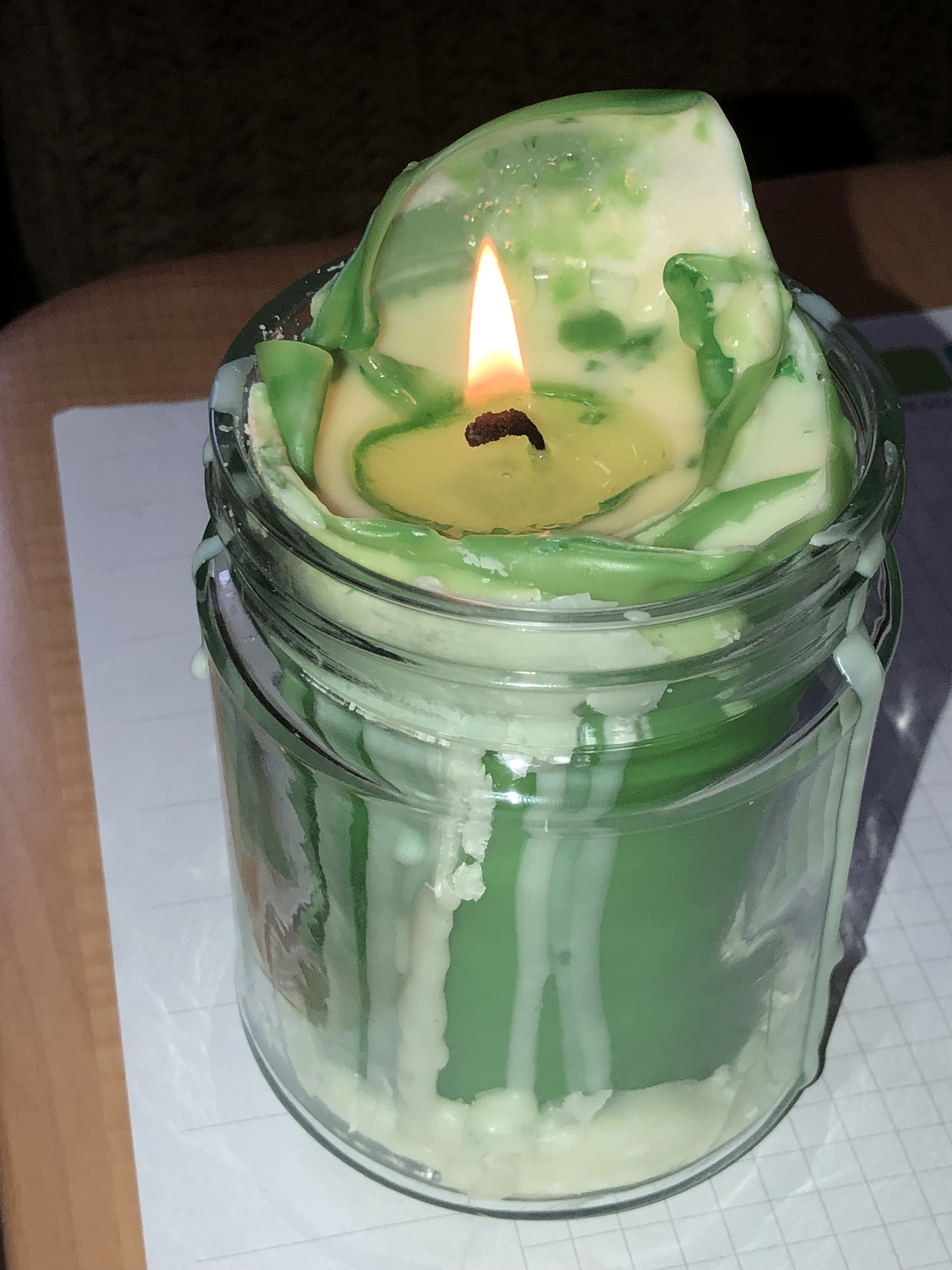
Свічка зі зламаним верхом